# Metasia liophaea
Metasia liophaea là một loài bướm đêm thuộc họ Crambidae. Nó được tìm thấy ở Úc.